# Beddomeia hallae
Beddomeia hallae es una especie de gastrópodo de la familia Hydrobiidae.
Es endémica de Australia.